# Ivan Sulim
Ivan Sulim (tiếng Belarus: Іван Сулім; tiếng Nga: Иван Вячеславович Сулим; sinh 4 tháng 5 năm 1989) là một cầu thủ bóng đá Belarus. Tính đến năm 2017, anh thi đấu cho Slavia Mozyr.